# Frank Mandersloot
Frank Emile Mandersloot (Utrecht, 11 mei 1960) is een Nederlandse beeldend kunstenaar.

## Leven en werk
Mandersloot, opgeleid aan de kunstacademie te 's-Hertogenbosch en aan Ateliers '63 te Haarlem, is als installatiekunstenaar, fotograaf en beeldhouwer gevestigd te Amsterdam. Tevens is hij als docent verbonden aan de Rietveld Academie te Amsterdam.
Beeldhouwwerk van Mandersloot is in de publieke ruimte in diverse plaatsen van Nederland te vinden. Het Eindhovense Van Abbemuseum heeft werk van hem in de collectie. Hij exposeert regelmatig in binnen- en buitenland. Mandersloot won in 1987 de aanmoedigingsprijs van het Amsterdams Fonds voor Beeldende Kunst en in 1988 de Charlotte Köhlerprijs en de Heineken Brouwerij Cultuurprijs.

## Enkele werken in de openbare ruimte
- Vesica Piscis (1991), Bolwerk in Bergen op Zoom
- Zonder titel (1996), Goudse beeldenroute in Gouda
- Voor de bijen (2004), Amsterdam (2004)
- Lumen (2006), Enschede

## Fotogalerij

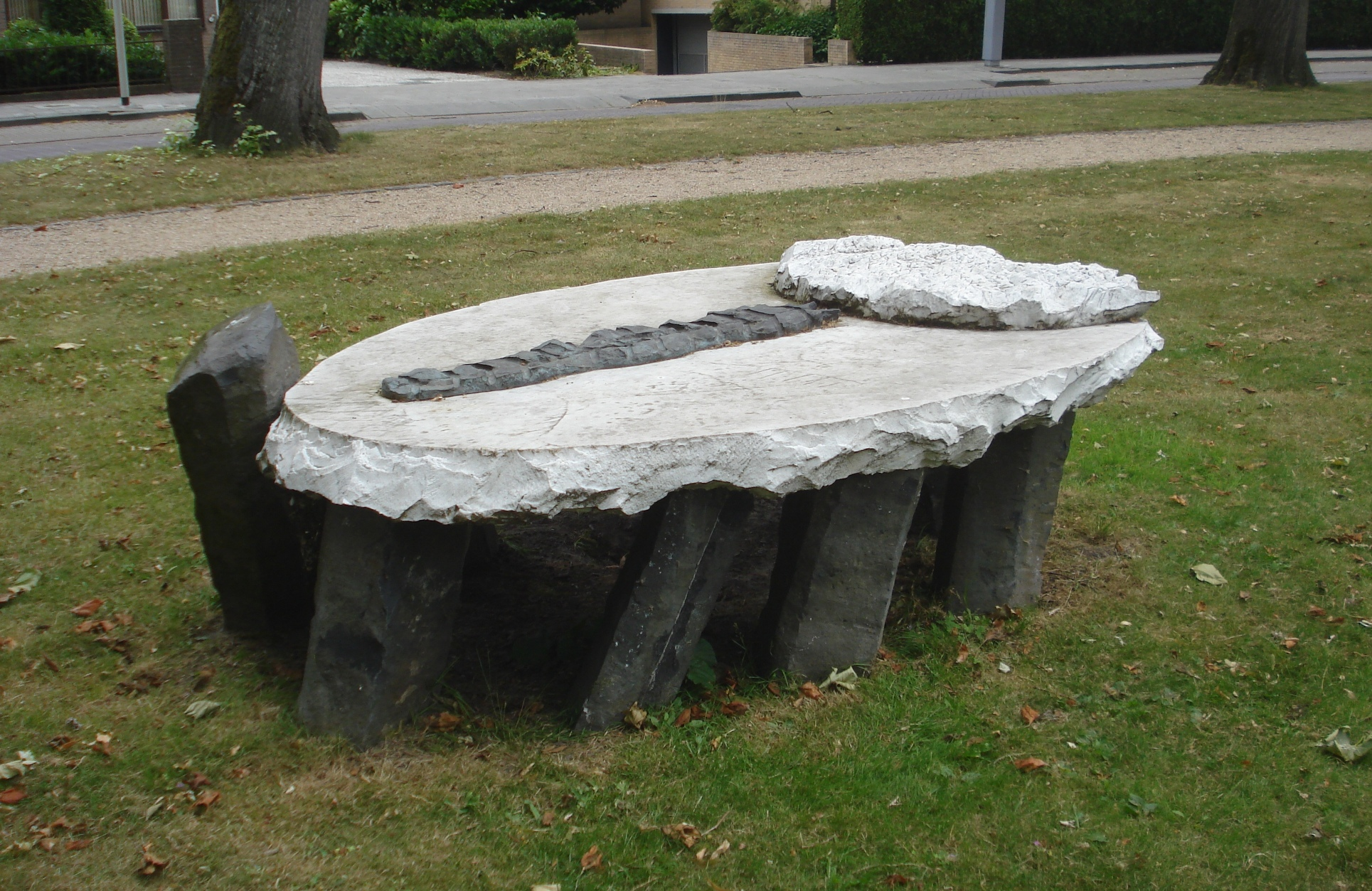
Vesica piscis (1991), Bergen op Zoom
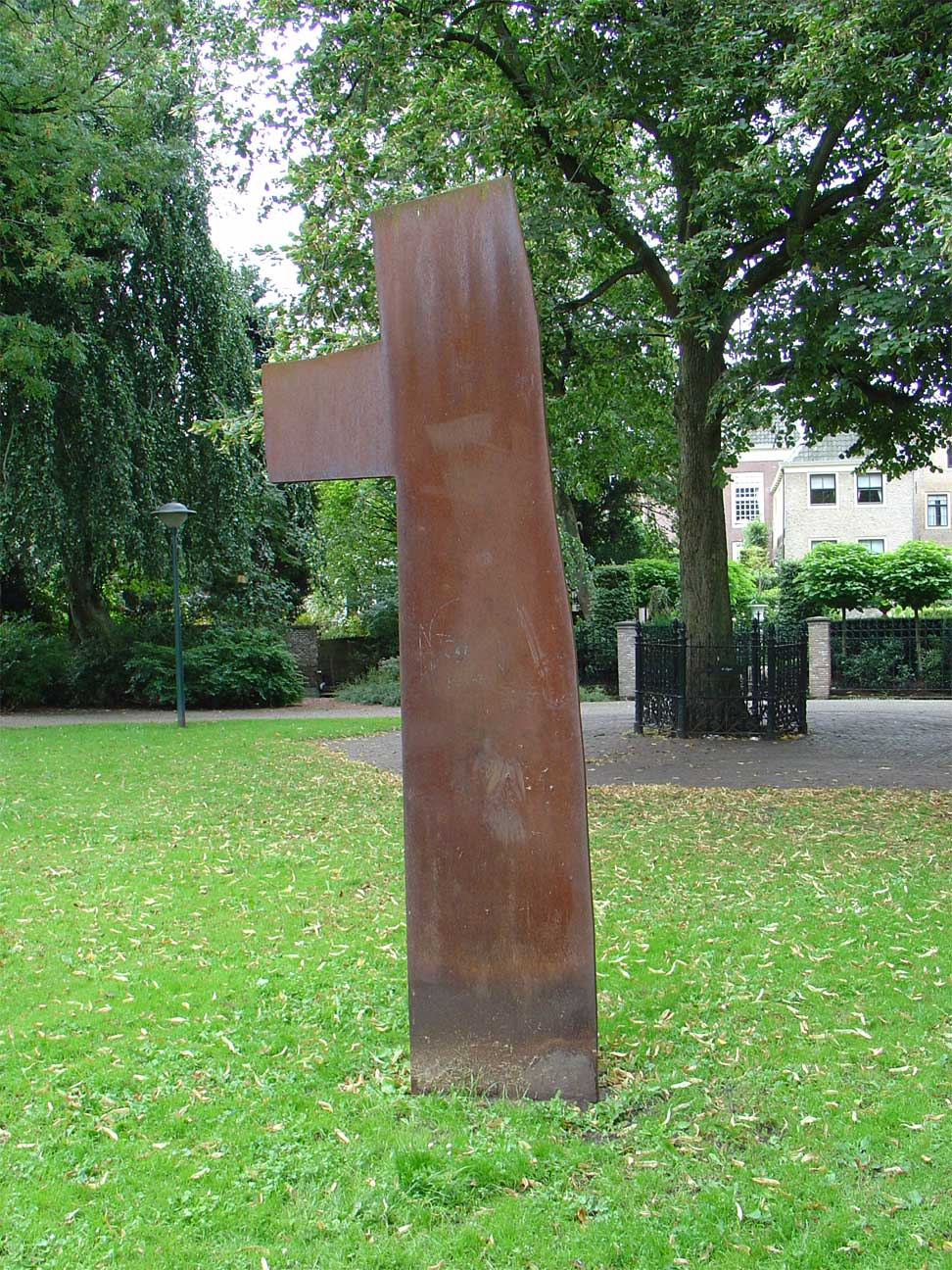
Zonder titel (1996), Gouda
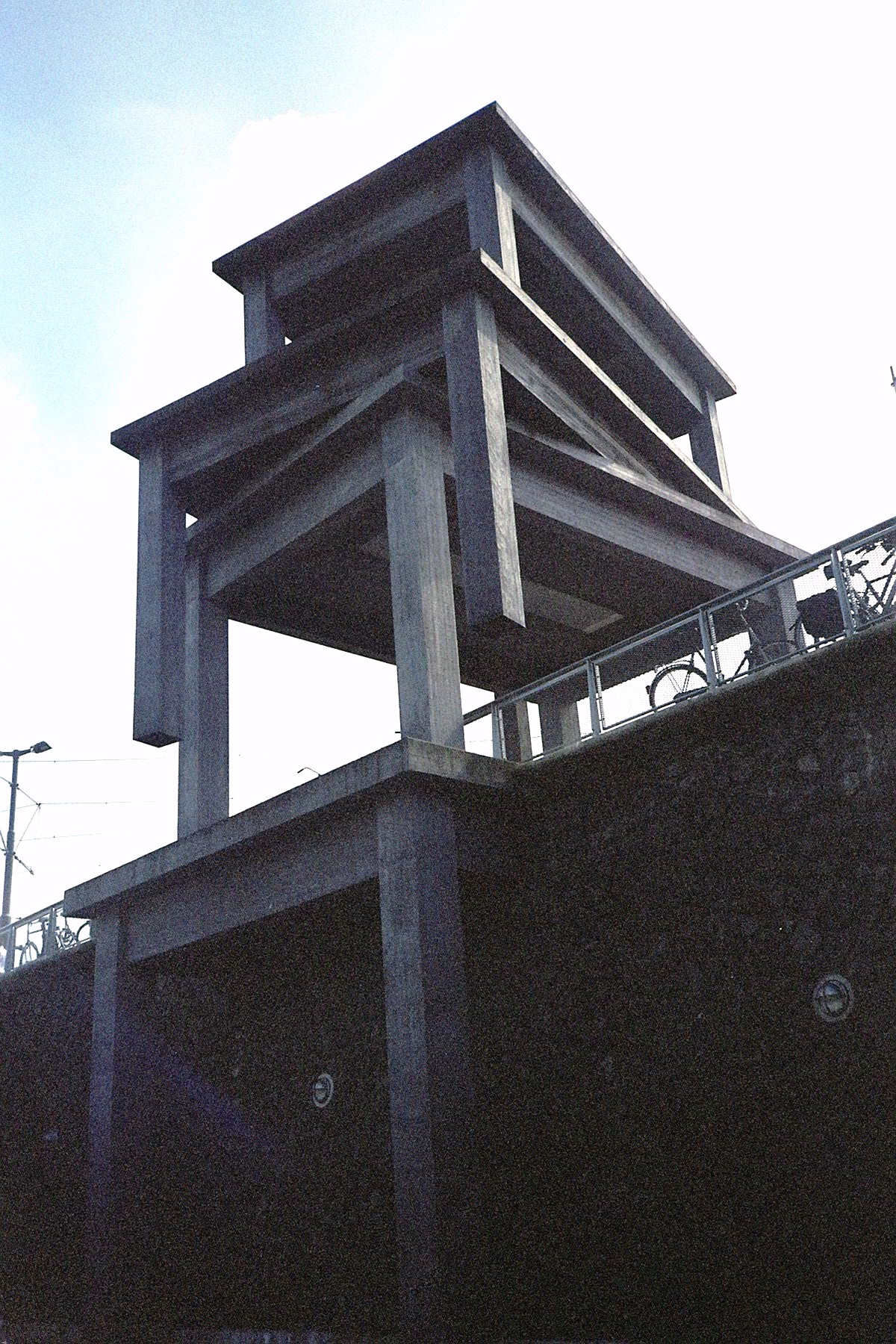
Voor de bijen (2004), Amsterdam